# Фелетано (Удине)
Фелетано је насеље у Италији у округу Удине, региону Фурланија-Јулијска крајина.
Према процени из 2011. у насељу је живело 213 становника. Насеље се налази на надморској висини од 207 м.